# Галичина (поїзд № 144/143)
«Галичина́» — нічний швидкий поїзд з групою фірмових вагонів 2-го класу № 144/143 сполученням Ворохта, Івано-Франківськ — Київ. 
Протяжність маршруту складає — 852 км. 
На даний поїзд є можливість придбати електронний квиток.

## Історія
До 2008 року поїзд курсував під № 98/97 сполученням Львів — Київ.
З 2009 року поїзду змінено нумерацію на № 143/144 та подовжено маршрут руху до станції Івано-Франківськ. 
На початку 2010-х років «Укрзалізницею» розглядалося питання скасування чи зміна маршруту руху поїзда. Пояснювалось це частковою нерентабельністю, а також запуском швидкісних поїздів категорії «Інтерсіті+». У лютому 2015 року «Укрзалізниця» повідомила про планову відміну цього поїзда та в результаті численних звернень та скарг скасувала своє рішення. У 2015 році, серед тижня, маршрут цьому потягу обмежували до станції Львів, але таке нововведення не прижилось.
З 10 липня по 2 серпня 2014 року потяг почав курсувати через Теребовлю, Хоростків, Копичинці, Чортків, Заліщики, Коломия, Коршів.
З 17 січня 2017 року подовжений маршрут руху поїзда від станції Івано-Франківськ до станції Ворохта. Після прибуття на станцію Івано-Франківськ пасажири мають можливість здійснити пересадку на приміський поїзд № 6432 до станції Коломия. 
З 10 грудня 2017 до 8 грудня 2018 року поїзд курсував у спільному обороті з поїздом «Буковина» № 117/118 сполученням Київ — Чернівці. 
Наприкінці грудня 2018 року та до середини січня 2019 року курсував під № 243Д/244Ш та подовжений маршрут руху до станції Суми. 
Наприкінці грудня 2019 року та початку січня 2020 року курсував під № 245К/246Л за звичайним графіком. 
З 17 березня 2020 року поїзд був тимчасово скасований, через пандемію COVID-19. Курсування відновлено з 25 грудня 2020 року. 
З 7 по 11 квітня 2021 року через потрапляння Івано-Франківської області у «червону зону», маршрут руху поїзда було скорочено до станції Ходорів. 
З 12 грудня 2021 року поїзд не курсує. 

## Інформація про курсування
Поїзд курсує цілий рік, через день. На маршруті руху зупиняється на 21 проміжних станціях. Від станції Київ-Пасажирський до станції Ворохта курсує вільним розкладом нічного швидкого потяга № 149/150 сполученням Кременчук — Ворохта в обох напрямках. З 8 грудня 2019 року призначені вагони безпересадкового сполучення з потягом № 129/130 сполученням Полтава — Ворохта.
| Розклад руху поїзда «Галичина» № 144/143 на 2020/2021 роки (з 13.12.2020) | Розклад руху поїзда «Галичина» № 144/143 на 2020/2021 роки (з 13.12.2020) | Розклад руху поїзда «Галичина» № 144/143 на 2020/2021 роки (з 13.12.2020) | Розклад руху поїзда «Галичина» № 144/143 на 2020/2021 роки (з 13.12.2020) | Розклад руху поїзда «Галичина» № 144/143 на 2020/2021 роки (з 13.12.2020) |
| Час прибуття                                                              | Час відправлення                                                          | Станція                                                                   | Час прибуття                                                              | Час відправлення                                                          |
| ------------------------------------------------------------------------- | ------------------------------------------------------------------------- | ------------------------------------------------------------------------- | ------------------------------------------------------------------------- | ------------------------------------------------------------------------- |
| —                                                                         | 13:51                                                                     | Ворохта                                                                   | 12:02                                                                     | —                                                                         |
| 16:23                                                                     | 16:58                                                                     | Івано-Франківськ                                                          | 08:56                                                                     | 09:22                                                                     |
| —                                                                         | 05:30                                                                     | Київ                                                                      | —                                                                         | 20:21                                                                     |

Актуальний розклад руху вказано у розділі «Розклад руху призначених поїздів» на офіційному вебсайті «Укрзалізниці».
Спільний оборот:
До 8 грудня 2018 року поїзд курсував у спільному обороті з поїздом № 141/142 сполученням Львів — Київ.
З 9 грудня 2018 року маршрут руху поїзда № 141/142 подовжений до станції Бахмут і нині курсує у спільному обороті з нічним швидким поїздом № 71/72 «Запоріжжя» сполученням Запоріжжя — Київ.

## Склад поїзда
Поїзду зазвичай сформований з 18 вагонів різних класів комфортності:
- Київ — Івано-Франківськ
  - 5 плацкартних (№ 1—5).
- Київ — Ворохта
  - 4 плацкартних ( №6—8, 18)
  - 8 купейних (№ 9—11, 13—17)[4]
  - 1 вагон класу Люкс (№ 12).

Вагони № 9—11, 13—15 — фірмові 2-го класу.
Склад поїзда може відрізнятися від наведеної схеми в залежності від сезону (зима, літо). Детальну схему на конкретну дату можна подивитися в розділі «Оn-line резервування та придбання квитків» на офіційному вебсайті ПАТ «Укрзалізниця».
Нумерація вагонів при відправлення з Ворохти та Івано-Франківська з від локомотива потяга, з Києва — зі східної сторони вокзалу.